# Splatt (Kornwalia)
Splatt – wieś w Anglii, w Kornwalii. Leży 66 km na północny wschód od miasta Penzance i 351 km na zachód od Londynu.